# Cayaponia hammelii
Cayaponia hammelii är en gurkväxtart som beskrevs av Michael Howard Grayum. Cayaponia hammelii ingår i släktet Cayaponia och familjen gurkväxter. Inga underarter finns listade i Catalogue of Life.